# Кристофер Маквори
Кристофер Маквори (енгл. Christopher McQuarrie; рођен 12. јуна 1968. у Принстону, Њу Џерзи) је амерички сценариста, филмски режисер и филмски продуцент.
Написао је сценарије за филмове Дежурни кривци (за који је добио Оскара), Закон оружја, Операција Валкира, Џек Ричер, Немогућа мисија: Протокол Дух, Немогућа мисија: Отпадничка нација, Немогућа мисија: Одмазда — Први део и Немогућа мисија: Коначна одмазда, поред многих.